# Liste des ambassadeurs allemands au Togo
La liste des ambassadeurs allemands au Togo comprend tous les ambassadeurs de la République fédérale d'Allemagne au Togo. L'ambassade est basée à Lomé.

## Liste
| Nom de famille            | mandat      | Remarques |
| ------------------------- | ----------- | --------- |
| Alexandre Torok           | 1959-1963   |           |
| Karl-Gerhard Seeliger     | 1963-1967   |           |
| Rodolphe de Wistinghausen | 1967-1970   |           |
| Gerhard Soehnke           | 1970-1974   |           |
| Hans Hermann Haferkamp    | 1974-1976   |           |
| Werner Seldis             | 1976-1979   |           |
| Johannes Reitberger       | 1979-1983   |           |
| Pierre Scholz             | 1983-1986   |           |
| Heinz Wersdorfer          | 1986-1990   |           |
| Hans Joachim Heldt        | 1990-1992   |           |
| Rainald Steck             | 1992-1996   |           |
| Dieter Simon              | 1996-2000   |           |
| Dieter Papenfuss          | 2000-2003   |           |
| Klaus Günther Grohmann    | 2003-2006   |           |
| Hubert Kolb               | 2006–2008   |           |
| Alexandre Beckman         | 2008-2011   |           |
| Joseph Blanc              | 2011-2014   |           |
| Volker Berresheim         | 2014-2015   |           |
| Christophe Sander         | 2015-2019   |           |
| Matthias Veltin           | depuis 2019 |           |